# Austrochaperina parkeri
Espèce
Statut de conservation UICN

 DD  : Données insuffisantes
Austrochaperina parkeri est une espèce d'amphibiens de la famille des Microhylidae.

## Répartition
Cette espèce est endémique de la province de Morobe en Papouasie-Nouvelle-Guinée. Elle se rencontre dans les environs de Lae et sur le mont Shungol, à 30 km au Sud-Ouest de Lae. Elle est présente du niveau de la mer jusqu'à 700 m d'altitude,.

## Étymologie
Son nom d'espèce, parkeri, lui a été donné en référence à Frederick Stanley Parker, herpétologiste australien, pour ses travaux sur la faune herpétologique de Papouasie.

## Publication originale
- Zweifel, 2000 : Partition of the Australopapuan microhylid frog genus Sphenophryne with descriptions of new species. Bulletin of the American Museum of Natural History, vol. 253, p. 1-130 (texte intégral).